# Lenka Kebrlová
Lenka Kebrlová (Rakovník, 13 marzo 1966) è un'ex sciatrice alpina ceca che gareggiò per la nazionale cecoslovacca.

## Biografia
Specialista delle prove tecniche, la Kebrlová ottenne il primo piazzamento in Coppa del Mondo il 21 dicembre 1986 in Val di Zoldo in slalom speciale (11ª) e ai successivi Mondiali di Crans-Montana 1987 si classificò 12ª nella medesima specialità, sua primo piazzamento iridato; sempre in slalom speciale il 26 novembre 1987 conquistò a Sestriere il miglior piazzamento in Coppa del Mondo (8ª) e ai successivi XV Giochi olimpici invernali di Calgary 1988, sua unica presenza olimpica, si classificò 23ª nello slalom gigante, 12ª nello slalom speciale e 5ª nella combinata. Il 15 gennaio 1989 ottenne l'ultimo piazzamento in Coppa del Mondo, a Grindelwald in combinata (14ª) e ai successivi Mondiali di Vail 1989, suo congedo agonistico, fu 15ª nella medesima specialità.

## Palmarès

### Coppa del Mondo
- Miglior piazzamento in classifica generale: 54ª nel 1987